# Europäisches Direktorat für die Qualität von Arzneimitteln
Das Europäische Direktorat für die Qualität von Arzneimitteln, englisch: European Directorate for the Quality of Medicines & HealthCare (EDQM), auf Französisch Direction européenne de la qualité du médicament et soin de santé ist eine Abteilung des Europarats in  Straßburg. Seine Aufgaben sind unter anderem die Erarbeitung und Weiterentwicklung des Europäischen Arzneibuches sowie die Koordination des Netzwerkes der Arzneimittel-Untersuchungsstellen der EU-Staaten (Official Medicines Control Laboratories, OMCL). Seit seiner Errichtung im Jahr 1996 wurde der Aufgabenbereich des EDQM mehrfach erweitert.

## Leitung

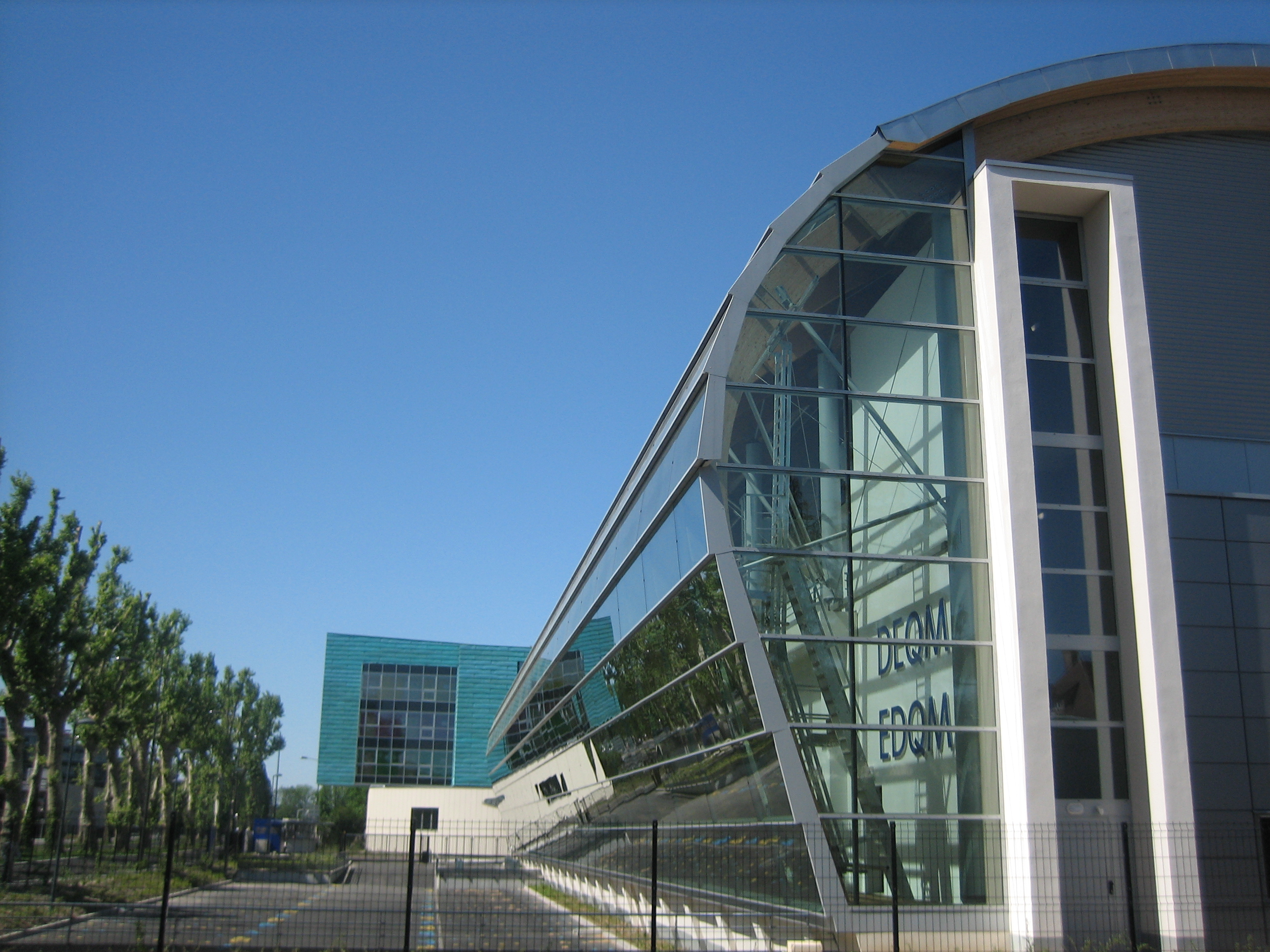
Der Sitz der EDQM (eingeweiht März 2007) im Stadtviertel Robertsau in Straßburg

Erste Direktorin war bis Ende Juli 2007 Agnès Artiges. Nach deren Pensionierung übernahm Susanne Keitel im Oktober 2007 die Leitung. Im Oktober 2021 übernahm Petra Dörr die Leitung.

## Europäisches Arzneibuch

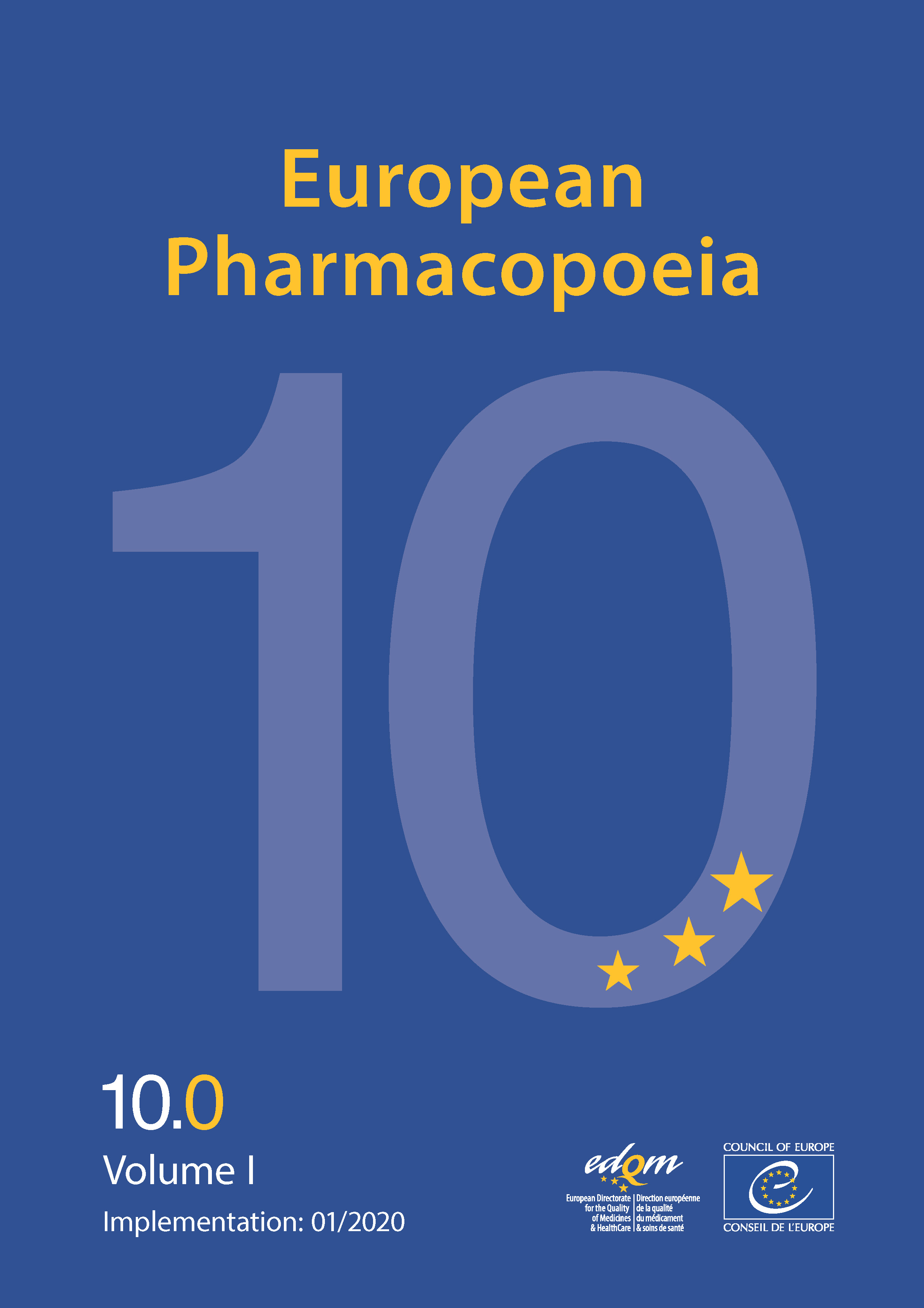
Europäisches Arzneibuch

Das EDQM ist für die Erarbeitung des Europäischen Arzneibuchs verantwortlich und fungiert als Sekretariat für die Europäische Arzneibuch-Kommission und seine mehr als 68 Expertengruppen und Ad-hoc-Arbeitsgruppen. Sobald Monographien oder andere Texte von den Expertengruppen abschließend erstellt wurden, werden sie im Forum Pharmeuropa – das seit 2012 elektronisch zugänglich ist – veröffentlicht, um vor dem Beschluss der Regeln durch die Europäische Arzneibuch-Kommission interessierten Kreisen die Gelegenheit zur Kommentierung zu bieten.
Das Europäische Arzneibuch basiert auf der Konvention zur Erarbeitung eines Europäischen Arzneibuchs, die 1964 von 8 Mitgliedsstaaten des Europarats unterzeichnet wurde und die inzwischen von 39 europäischen Staaten und der Europäischen Union unterzeichnet und ratifiziert wurde.
Das EDQM ist auch verantwortlich für die Herstellung und Verteilung der offiziellen Referenzstandard-Substanzen des Europäischen Arzneibuchs, die für die Qualitätskontrolle von Arzneimitteln erforderlich sind.

## Eignungszertifikate
Das EDQM stellt auf Antrag Eignungszertifikate für Arzneistoffe und pharmazeutische Hilfsstoffe aus. Mit Hilfe eines solchen Zertifikats können die Hersteller nachweisen, dass die Qualität eines Stoffes durch die entsprechende Monographie des Europäischen Arzneibuchs in geeigneter Weise kontrolliert wird und den aktuellen gesetzlichen Anforderungen entspricht.

## OMCL-Netzwerk
Die unabhängigen offiziellen Arzneimitteluntersuchungsstellen (Official Medicines Control Laboratories) der EU-Mitgliedsstaaten schlossen sich 1995 unter dem Dach des Europarates zu einem Netzwerk zusammen (European Network of Official Medicines Control Laboratories, OMCL-Net). Wesentliches Ziel des Netzwerkes ist, eine gleichbleibende Qualität von Human- und Tierarzneimitteln zu gewährleisten und die gegenseitige Anerkennung der Ergebnisse von Qualitätskontrollprüfungen zu fördern. Das EDQM koordiniert die Aktivitäten der Laboratorien unter Bündelung deren personeller und technischer Ressourcen. Durch Harmonisierung der Qualitätsstandards soll eine europaweit gleichwertige, gegenseitig anerkannte Kontrolle von Arzneimitteln ermöglicht werden.

## Sonstiges
Im November 2019 eröffnete das EDQM einen weiteren Standort in Ars-Laquenexy im Nordosten Frankreichs. Dort werden Notfallbestände der Referenzstandards gelagert.

## Abgrenzung
Für die Beurteilung und Überwachung von Arzneimitteln ist die Europäische Arzneimittel-Agentur EMA zuständig.